# Hangalakzat
A hangalakzat (görögül metaplazmus) retorikai alakzat. A neoretorikában a metabolák egyik fajtája. A szavakon belüli morfológiai változtatás. A pontos fonetikai összhangtól való eltérés a korrekt kiejtés, a hangzásbeli tisztaság elleni vétség. A klasszikus grammatikában hangtani értelemben barbarizmus.
- Adjekciós hangalakzatok a protézis, az epentézis, a paragogé, az ectasis, a  dierézis; adjekciós metaplazmust előidéző jelenség: a cacemphaton, a concatenatio, a detrakció, a dierézis.
- Detrakciós hangalakzat az aferézis, az apokopé, a szinkopé, a szisztolé, a szinerézis; a neoretorikában detrakciós metaplazmus még a deleáció.
- Immutációs hangalakzat az archaizmus; a neoretorika szerint immutációs metaplazmusok a gyermeknyelv, az affixumhelyettesítés, a szójátékok (halandzsa), a szógyártás, a szókölcsönzés és a neologizmusok.
- Transzmutációs hangalakzat a metatézis; a neoretorika transzmutációs metaplazmusai a kecskerím, az anagramma és a palindrom.